# Populáció
A populáció valamilyen vizsgálati szempont szerint azonosnak tekintett élőlények halmaza; általában valamely fajnak vagy az embereknek egy bizonyos jól körülhatárolható csoportja. Az emberi populációt népességnek nevezik. Biológiai vonatkozásban: Egy adott faj azon egyedei, amelyek térben és időben együtt élnek.

## Az ökológiában
A populáció az ökológus vizsgálódásainak alapegysége, adott élőlényféleség valamely tér- és időintervallumban. Az intervallum bármekkora lehet, ez ugyanis mindig az adott ökológiai vizsgálat célszerű megfontolásaiból adódik; önkényes. A Margit-sziget széncinegéi, ha külön vizsgáljuk őket, akkor egy populációt alkotnak, de Budapest összes széncinegéjét is tekinthetjük egy populációnak. Azért használjuk a definícióban az "élőlényféleség" megnevezést az "egyedek "halmaza" helyett, mert nem feltétlenül egyedszámban mérjük a populációt. Kifejezhetjük: akár bizonyos mennyiségű biomasszaként, vagy bármely más, abundancia kifejezésére alkalmas mértékkel. Az ökológia szempontjából nem tartozik a populáció definíciójához, hogy egyedei egy fajhoz tartozzanak, tehát szaporodóközösséget alkossanak.
A növényi- és állati-, illetve mikrobapopulációk időbeli változásaival a populáció-dinamika (a szünfenobiológia egyik rész tudomány területe) foglalkozik.

## Méretük

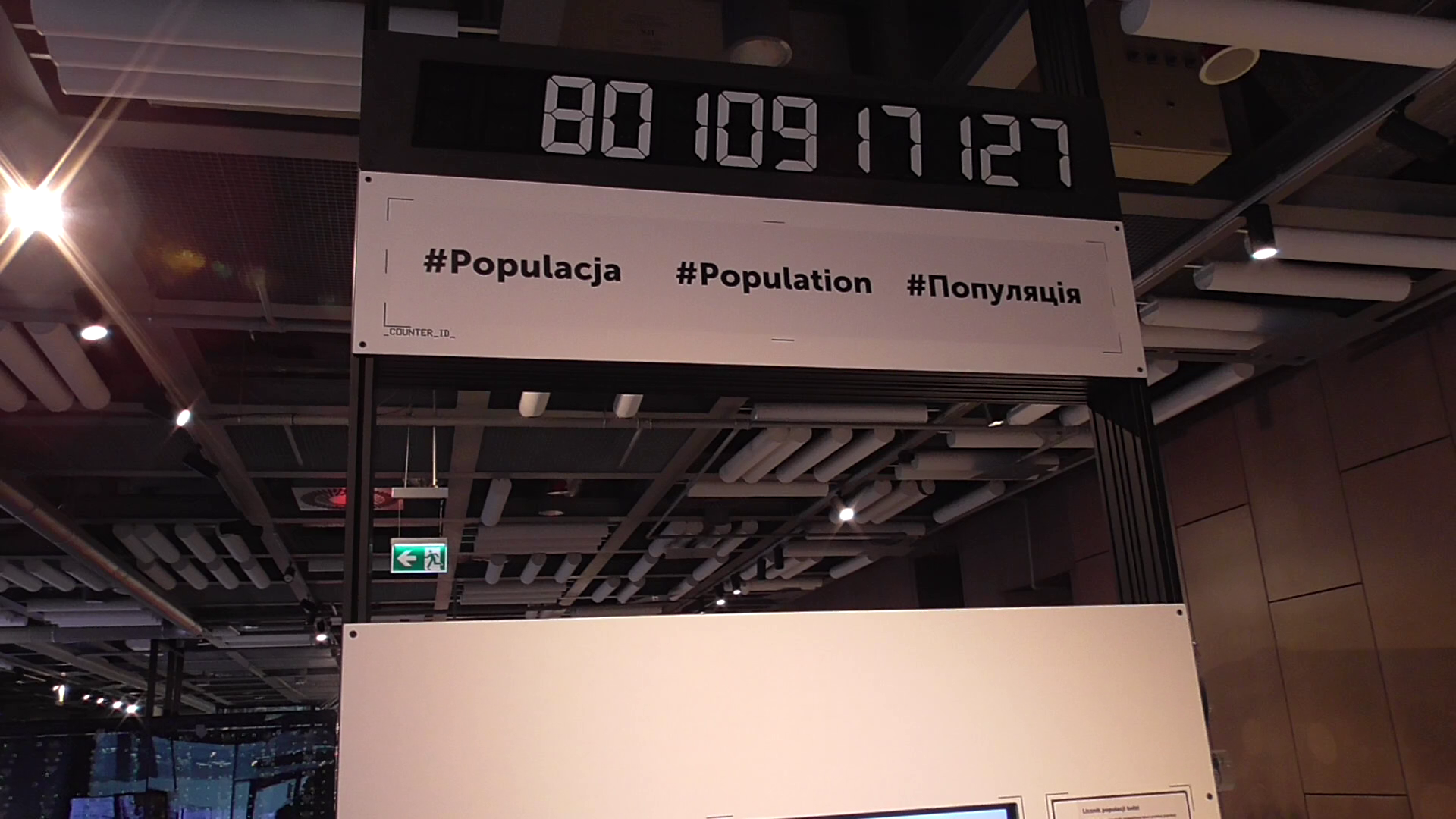
Népességszámláló Varsóban a Kopernikusz múzeumban

A populáció (népesség) általános jellemzésénél többféle információra van szükség. Így fontos annak ismerete, hogy milyen körülmények között fordul elő, milyen a szerkezete, a térben hol és hogyan helyezkedik el egy életközösségen belül, milyen az ivararány, a koreloszlás és a mérete is. 
Ez utóbbi különösen fontos a veszélyeztetett fajok megőrzésével kapcsolatos védelmi intézkedésekkel összefüggésben, de szerepet játszik annak eldöntésében is, hogy szükség van e vegyszeres védelemre valamely rovarkártevővel szemben.
Egy populáció nagysága viszonylagos érték: lehet nagy, közepes méretű vagy éppen kicsi. Az, hogy ezek milyen valós értékeket takarnak, magától a populációtól függ, kizárólag annak ismeretében értékelhető. Egészen más jelentéstartalmú, ha nagyemlős, ízeltlábú vagy valamilyen plankton populációjáról van szó. Nem mindegy, hogy a szaporodási közösséget alkotó népesség tagjai mekkora területen élnek.
A populáció pontos mérete egyedszámával vagy egyedsűrűségével jellemezhető. Az egyedszám abszolút érték, amely pontosan kifejezi a populációs közösség darabszámát. Ezzel szemben az egyedsűrűség területegységre vonatkoztatott viszonyszám. Hogy melyik adatra van szükség az attól függ , hogy a továbbiakban milyen célra lesz felhasználva.

## Számlálás és becslés
Egy populáció jellemzéséhez darabra pontos egyedszámra ritkán van szükség. Csak kivételesen fontos esetekben kell a népességet ilyen mértékben ismerni. Ilyen lehet egy kihalás szélére jutott nagyemlős természetben élő állományának mérete. Például a szumátrai orrszarvú jelenleg élő populációinak egyedszáma nem éri el a százat. 
Egy évszázaddal ezelőtt az európai bölények száma - az állatkerti példányokat is beleszámítva - nem érte el az ötvenet a világon. A két világháború közötti időszakban óriási erőfeszítések történtek e faj megmentésére és ebben a programban Magyarország is részt vett. A fáradozásokat siker koronázta, ugyanis napjainkban már többezres európai bölénypopuláció él Lengyelországban. 
Fontos lehet egy-egy ritka fészkelő madarunk esetében is a népesség méretének pontos ismerete. Például a vízirigó vagy az uráli bagoly populációi szinte darabra ismertek. A szinte azt jelzi, hogy rendszerint elegendő - egy bizonyos hibahatáron belül - a népesség méretének becslése. 
Például tíz fészkelő pár uráli bagoly esetén- ismerve az átlagosan felnevelt fiókaszámot és figyelembe véve a felnövő madarak esetleges elvándorlását - a populáció egyedszám nagy pontossággal megbecsülhető. 
A mindennapos gyakorlatban azonban a legtöbb esetben elegendő az ennél kevésbé pontosan becsült érték is. Ezt egyszerűbb esetekben - pl. madaraknál - a megfigyelt vagy esetenként gyűrűzőhálóba került példányok száma alapján lehet megtenni.

## Egyedsűrűség
Egyszerűbb a helyzet, ha egy népesség jellemzésekor az egyedsűrűség kerül vizsgálatra. Az egyedsűrűség adatoknál több minta szükséges, mivel a népességek térbeli eloszlása általában nem egyenletes, ezért több esetenként különböző helyekről származó sorozatminták adatai alapján történik a becslés. A térfogatérték mértéke a vizsgált populációtól függ. A talajlakó fonálférgek becslésére általában tíz-húsz köbcentiméter talaj elegendő, míg a gyűrűsférgek populációinak jellemzésére általában nagyobb térfogategységre van szükség. 
Hasonlóképpen lehet eljárni kertekben, gyümölcsösökben a kártevő-populációk becslése estén is. Például permetezés szükségességének megítéléséhez. A gyümölcsösben kihelyezett szex-feromonos csapdák a rajzó hímeket befogják így egyedszámukból a populáció méretére , abból pedig a permetezés szükségességére lehet következtetni. 
Az egyedsűrűség területegységre is megadható. Például egy természetes elegyes erdő valamelyik színezőelemének a populációja területegységre vonatkoztatva is becsülhető. A területegység, a vizsgált növénytársulás típusától függ. A különböző gyepek esetében elég egy 2x2- vagy 4x4 m-es kvadrátokból álló sorozat mintavétel. Erdőkben azonban a legkisebb is legalább 10x10 m-es kell hogy legyen. 
A területegységre vonatkoztatott sűrűségadatok állatpopulációkra is megadhatók, de helyváltoztatásuk növeli a hiba lehetőségét. Ezen populációk egyedszám becslése más módszereket igényel.

## A populációgenetikában
A populációgenetikában a populáció ökológiai definíciójához hozzá kell tennünk, hogy olyan egyedekből áll, amelyek tényleges szaporodási közösséget képeznek. (Például földrajzilag vagy időben is elkülönülnek a faj más populációitól.)
A populációgenetika a populáción belül egyes gének illetve allélok gyakoriságának változásaival foglalkozik.
A populációgenetika fontos alapmodellje, a Hardy-Weinberg-modell egyenletei úgynevezett ideális populációkra érvényesek. Ezek jellemzői, hogy állandó méretűek, nincs mutáció, nincs szelekció, sem ki- és bevándorlás.

## Társadalmi vonatkozásban

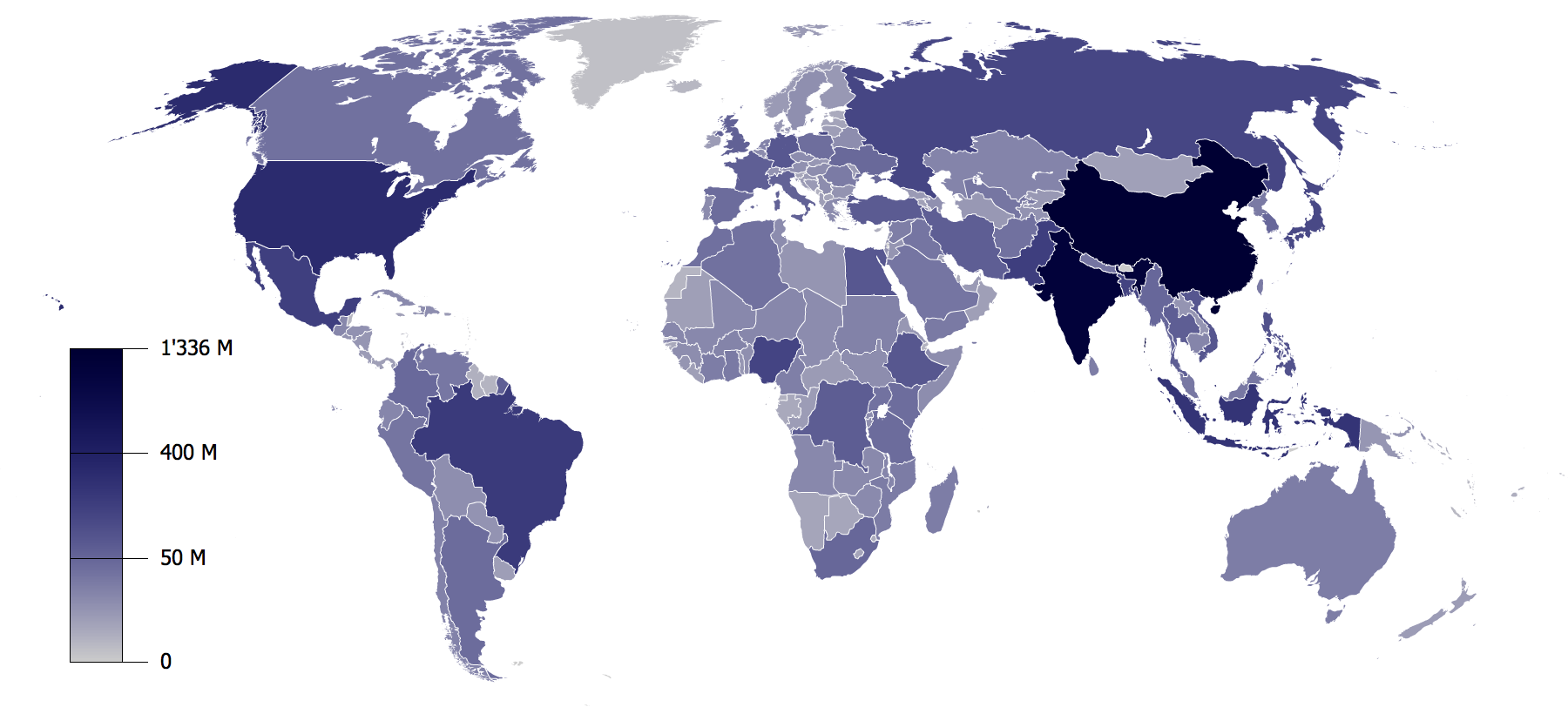
A világ országai népesség nagysága szerint

Társadalmi értelemben a populáció; egy adott (város, régió, ország, földrész stb.) élő emberek összessége.
Mivel ilyen számba vett népesség nemcsak a helyben élésnek – hanem például egy bizonyos minta tagságát alkotó egyedek – viszonyában is létezik, gyakran a populációt használják helyette (l. például növénypopuláció).
Az emberi népesség megszámlálásával, méretével (növekedésével, fogyásával), összetételével és mozgásával a demográfia vagy népességtudomány foglalkozik. Más szempontból vizsgálja az emberi populációkat a szociológia, a közgazdaságtan és a gazdaságföldrajz.
Magyarországon a Központi Statisztikai Hivatal foglalkozik a népszámlálás (census) lebonyolításával és az adatok feldolgozásával. A népszámlálásra háztartásonként, több év után kerül sor, közben reprezentatív mintavétel alapján vizsgálják a változásokat.

## Lásd még
- Demográfia